# Nick van der Lijke
Nick van der Lijke (Flessingue, 23 de setembro de 1991) é um ciclista neerlandês que compete com a equipa Riwal Cycling Team.

## Trajetória
Foi membro da equipa Rabobank Development Team desde 2010. Em 2014 deu o salto à primeira equipa alinhando pelo conjunto Belkin-Pro Cycling Team. Para a temporada de 2016 alinhou pelo conjunto Roompot Oranje Peloton.

## Palmarés
- 2012
  - Tour de Gironde, mais 1 etapa

- 2013
  - Beverbeek Classic
  - Kreiz Breizh Elites, mais 1 etapa

- 2021
  - Kreiz Breizh Elites

## Equipas
- Rabobank Development Team (2010-2013)
- Belkin/Lotto NL (2014-2015)
  - Belkin-Pro Cycling Team (2014)
  - Team Lotto NL-Jumbo (2015)
- Roompot (2016-2019)
  - Roompot Oranje Peloton (2016)
  - Roompot-Nederlandse Loterij (2017-2018)
  - Roompot-Charles (2019)
- Riwal[1] (2020-)
  - Riwal Readynez Cycling Team (01.2020-08.2020)
  - Riwal Securitas Cycling Team (08.2020-12.2020)
  - Riwal Cycling Team (2021-)